# Jean-Pierre Cattenoz

Wappen

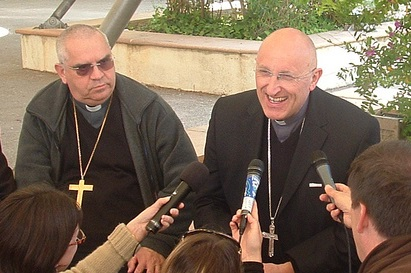
Erzbischof Jean-Pierre Cattenoz (li) und Dominique Rey

Jean-Pierre Marie Cattenoz (* 4. Februar 1945 in Maxéville, Département Meurthe-et-Moselle, Frankreich) ist ein französischer Geistlicher und emeritierter römisch-katholischer Erzbischof von Avignon.

## Leben
Jean-Pierre Cattenoz studierte Katholische Theologie und Philosophie am Katholischen Institut von Toulouse und wurde dort zum Dr. theol. promoviert. Am 29. Mai 1983 empfing er die Priesterweihe.
Papst Johannes Paul II. ernannte ihn am 21. Juni 2002 zum Erzbischof von Avignon. Die Bischofsweihe spendete ihm der emeritierte Erzbischof von Avignon, Raymond Bouchex, am 13. Oktober desselben Jahres; Mitkonsekratoren waren François-Xavier Loizeau, Bischof von Digne, und Kurienerzbischof Robert Sarah.
Südfranzösische Katholiken forderten 2019 die Amtsenthebung von Cattenoz. Am 11. Januar 2021 nahm Papst Franziskus das von Jean-Pierre Cattenoz aus Altersgründen vorgebrachte Rücktrittsgesuch an.